# Wanna Be with Me?
Wanna Be with Me? är det andra studioalbumet av den svenska pop/dancegruppen Da Buzz, utgivet i mars 2002 på Edel Records. Albumet nådde som bäst plats 19 i Sverige.
Första singeln var titelspåret "Wanna Be with Me?", som även blev den populäraste på svenska singellistan med en tredje placering. "Den här låten känns som en väldigt naturlig uppföljare för oss. Ett annat sound och ändå Da Buzz", har bandmedlemmen Per Lidén kommenterat. Uppföljarsinglarna "Wonder Where You Are" och "Stronger Than Words Can Say" nådde plats 17 respektive 52.
En japansk utgåva utkom den 4 september 2002 genom Avex Trax och innehöll Abba-covern "One of Us" samt en remix.

## Låtlista
| Nr  | Titel                       | Kompositör                                       | Längd |
| --- | --------------------------- | ------------------------------------------------ | ----- |
| 1.  | Wanna Be with Me?           | Per Lidén                                        | 3:31  |
| 2.  | In Your Dreams              | Lidén                                            | 3:29  |
| 3.  | Wonder Where You Are        | Lidén                                            | 3:26  |
| 4.  | Stronger Than Words Can Say | Lidén, Q.U.I.Z                                   | 3:41  |
| 5.  | Sorry Baby                  | Lidén, Pier Schmid, Annika Thörnquist            | 3:34  |
| 6.  | This Night I'm in Love      | Lidén                                            | 3:37  |
| 7.  | Together as One             | Lidén                                            | 4:10  |
| 8.  | Let the Music Heal You      | Lidén, Schmid, Thörnquist                        | 3:12  |
| 9.  | Keep on Lovin' Me           | Pelle Ankarberg, Niclas Molinder, Joacim Persson | 3:37  |
| 10. | Key to My Heart             | Stefan Åberg                                     | 3:43  |
| 11. | I Go Crazy                  | Lidén                                            | 3:50  |

| 12. | One of Us (Abba-cover)                                 | 4:44 |
| 13. | Wonder Where You Are (Da Rob'n Raz Remix Radio Gizz-m) | 4:03 |

## Listplaceringar
| Lista (2002)                | Högsta position |
| --------------------------- | --------------- |
| Sverige (Sverigetopplistan) | 19              |